# The Phantom Agony
The Phantom Agony este albumul de debut al formației olandeze de metal simfonic, Epica, lansat sub semnătura casei de înregistrări Tramsmission Records în anul 2003.

## Informații generale
În luna 23 decembrie a anului 2003 a început comercializarea albumului de debut al formației Epica. Intitulat The Phantom Agony, materialul a post produs de către Sascha Paeth, cunoscut prentru colaborările sale cu formații precum Angra, Rhapsody Of Fire sau Kamelot.

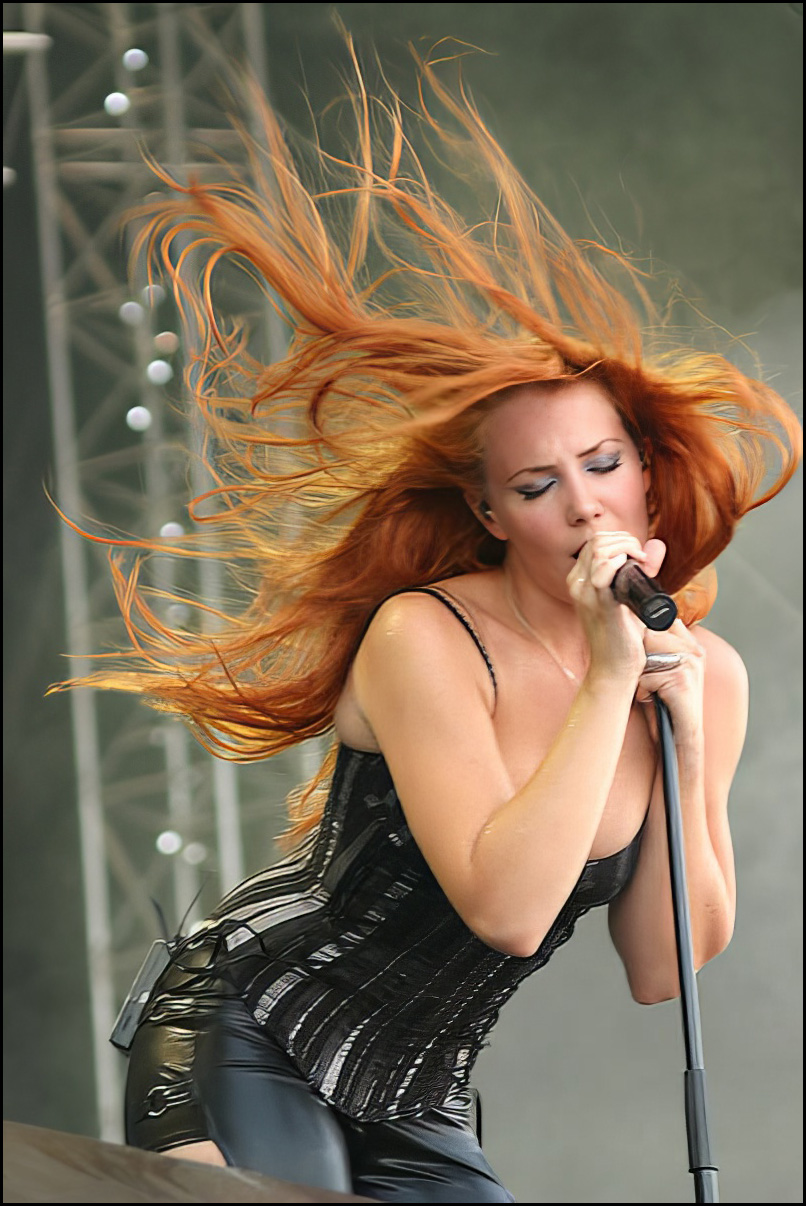
Simone Simons în concert cu Epica.

Cele nouă melodii incluse pe The Phantom Agony au diverse teme sau au fost scrise pentru a comemora un eveniment. Pisa Cry for the Moon este bazată pe poveștile despre abuzurile pe care le comit preoții catolici asupra copiilor iar Feint a fost scrisă după uciderea politicianului de origine olandeză Pim Fortuyn. Façade of Reality comemorează Atentatele din 11 septembrie 2001, iar de-a lungul melodiei apar două fragmente dintr-unul dintre discursurile lui Tony Blair. Prin intermediul melodiei Run for a Fall, chitaristul fondator al formației Epica, Mark Jansen își exprimă sentimentele de frustrare față de fosta sa trupă, After Forever. Textul piesei Seif Al Din vorbește despre funadamentalismul islamic.
Pe albumul The Phantom Agony, Mark Jansen își continuă colecția de melodii care poartă amprenta seriei „The Embrace That Smothers". Primele trei părți ale colecției sunt incluse pe albumul formației After Forever, Prison of Desire (2000). Seria se continuă pe cel de-al treilea album al formației Epica, The Divine Conspiracy (2007). Aceste melodii au ca temă principală pericolele religiei oraganizate.
The Phantom Agony a primit recenzii bune și foarte bune din partea criticilor. Site-ul „Lords of Metal" i-a acordat 92 de puncte din 100 și a precizat:
„În vreme ce claviaturile și aranjamentele orchestrale sunt strălucite, după părerea mea, chitarele nu sunt îndeajuns de convingătoare. De la bun început, acest fapt e determinat de poziția dezavantajoasă în cadrul mixajului (în comparație cu claviaturile și orchestra), dar și de aportul modest la melodică și în desfășurarea temelor muzicale, aportul lor limitându-se la riff-uri construite pe acorduri de cvinte. Este evident că instrumentul care a participat cel mai mult la compunerea pieselor de pe album a fost claviatura."
„Contribuția fotomodelului Simone, care nu are decât 18 ani, este impresionantă și sunt convins că încă nu a dat totul din ea. Are o voce frumoasă, dar încă nu mă înfioară de emoție pentru că timbrul nu mi se pare suficient de „cărnos”. Epica este în prezent un spin care are abilitatea de a deveni o floare frumoasă în viitor. [...] The Phantom Agony pare a fi creația lui Mark Jansen. Aș vrea ca pe viitor să văd și influențe ale celorlalți membrii asupra albumelor."
Unul dintre criticii site-ul Metalreviews.com a făcut următoarea recenzie asupra albumului, acordându-i nouă puncte din zece:
„Prima oară când am ascultat acest album, acum câteva săptămâni, mi-am spus că această formație are potențial mare, dar că ar fi putut să meargă mai departe în aventura lor muzicală și că ar putea reveni cu un album mai puternic. Am fost nevoit să ascut de mai multe ori acest album și astfel am pătruns în acest magnific produs. Sunt foarte multe lucruri de spus despre prospreritatea acestui album, dar nu știu de unde să încep. [...] Ceea ce este măreț la acest proiect muzical (Epica), este faptul că Mark Jansen a adunat acest grup de mari muzicieni care l-au ajutat să obțină acest rezultat mult aclamat. Simone Simons este o cântăreață foarte bună și contribuie și mai mult la succesul albumului."
De pe albumul The Phantom Agony au fost extrase trei discuri single: The Phantom Agony, Feint și Cry for the Moon, toate fiind lansate după începerea comercializării albumului.
În luna iulie a anului 2004, componenții formației s-au reîntors în studiourile de înregistrări, unde au început producerea celui de-al doilea album din cariera lor. Înregistrările efective ale produsului s-au încheiat în luna octombrie a aceluiași an.
În luna septembrie a aceluiași an a început comercializarea primului DVD din istoria formației. Intitulat We Will Take You with Us, acesta conține versiuni live și în variante acustice ale melodiilor incluse pe albumul The Phantom Agony.

## Lista melodiilor
1. "Adyta (The Neverending Embrace)"  – 1:26
2. "Sensorium"  – 4:48
3. "Cry for the Moon (The Embrace That Smothers, Part IV)"  – 6:44
4. "Feint"  – 4:19
5. "Illusive Consensus"  – 5:00
6. "Façade of Reality (The Embrace That Smothers, Part V)"  – 8:12
7. "Run for a Fall"  – 6:32
8. "Seif al Din (The Embrace That Smothers, Part VI)"  – 5:47
9. "The Phantom Agony"  – 9:01
10. "The Phantom Agony (single version)"  – 4:34